# Интуиција
Интуиција (лат. intuire - посматрати, имати пред очима; размишљати) у психологији значи предосећај, домишљај, инстинктивно схватање.
У идеалистичкој филозофији интуиција је непосредно постизање истине без помоћи огледа и логичких закључака; директно сагледавање, увид. Савремени идеализам широко примењује појам интуиције у борби против научног сазнања. Неки сматрају да је интуиција ипак посебан облик мишљења и да у основи иза привидно непосредног доживљаја истине постоји логичан узрочно последични низ којег је субјекат свестан, али га не може описати.